# Fernando Paggi
Fernando Paggi (Turín, Italia; 3 de julio de 1914-Canobbio, Suiza; 14 de enero de 1973) fue un músico y director de orquesta italo-suizo. Fue el director de orquesta de Radio Monte Ceneri y de la primera edición del Festival de la Canción de Eurovisión en 1956. Dirigió, entre otras, la primera canción ganadora del concurso, «Refrain», interpretada por Lys Assia.

## Primeros años
Fernando Paggi fue el hijo de Giovanni Paggi (Turín) y Adele Vaglio (Monteggio). A los ocho años, empezó a tomar clases particulares de violín.
Después de una carrera temprana en el comercio, Paggi decidió en 1931 orientarse en la música. Se inscribió en la Academia Santa Cecilia en Lausana, Suiza, donde estudió solfeo, saxofón, trompeta y clarinete. Durante ese período, también tocó en bandas y orquestas de música popular, actuando en bares y hoteles.
Una vez terminados sus estudios, Paggi entró en la orquesta clásica del Teatro Kursaal de Lugano como violinista. En 1940, se convirtió en el director musical de la orquesta de Radio Monte Ceneri, y la transformó en una orquesta profesional.
En 1943, Paggi compuso la música para un espectáculo de Alberto Barberis, con motivo de la feria de Lugano.

## Consagración
Acompañado con su banda, Paggi tuvo mucho éxito en los años 40 y 50, en compañía de los cantantes italianos más populares de la época: Natalino Otto, Tony Dallara, Nilla Pizzi o Giorgo Consolini. También trabajó con arreglistas famosos como Iller Pattacini, Willy Fehlbaum, Aldo D'Addario y Attilio Donadio.
Su primera ópera fue transmitida por RSI en marzo de 1949. Se tituló «Edgardo e Margherita». También compuso varias canciones para Maddalena Sanvido e Yvette Giraud. Además, es el autor del himno oficial de la Vuelta a Suiza.
En 1956, Fernando Paggi se convirtió en el primer director de orquesta del Festival de la Canción de Eurovisión, organizado por RSI en el Teatro Kursaal de Lugano. Ese año participaron catorce canciones, y Paggi condujo seis de ellas. A su vez, se convirtió en el primer director de orquesta en dirigir una canción ganadora. Posteriormente, Paggi dirigiría dos canciones más de Suiza: «Nous aurons demain» en 1961 e «I miei pensieri» en 1964.

## Retiro
En 1967, Paggi se retiró de su puesto de director de orquesta de RSI. Fue sucedido por Mario Robbiani, que antes era uno de los arreglistas de la orquesta. De 1969 hasta su fallecimiento en 1973, Paggi se ocupó del departamento de entretenimiento de RSI.
Paggi se casó en dos ocasiones: primero con Germana Ambühl y más tarde con Irna Steiner.